# Torres (Espanha)
Torres é um município da Espanha na província de Jaén, comunidade autónoma da Andaluzia, de área 80,5 km² com população de 1682 habitantes (2004) e densidade populacional de 22,08 hab/km².

## Demografia
| Variação demográfica do município entre 1991 e 2004 | Variação demográfica do município entre 1991 e 2004 | Variação demográfica do município entre 1991 e 2004 | Variação demográfica do município entre 1991 e 2004 |
| --------------------------------------------------- | --------------------------------------------------- | --------------------------------------------------- | --------------------------------------------------- |
| 1991                                                | 1996                                                | 2001                                                | 2004                                                |
| 1940                                                | 1882                                                | 1804                                                | 1769                                                |